# Tilt (film)
Tilt (bułg. Тилт) – bułgarsko-niemiecki film fabularny w reżyserii Wiktora Czuczkowa z 2011 roku.

## Opis fabuły
Akcja filmu rozgrywa się w początkach lat 90. XX w. Czterech przyjaciół chce zarobić pieniądze, aby spełnić swoje marzenie - otworzyć własny bar o nazwie TILT. Jeden z nich, Stasz zakochuje się w Beki, córce pułkownika policji. Para zostaje zatrzymana na przemycie filmów pornograficznych. Ojciec Beki próbuje doprowadzić do uwolnienia Stasza, ale nie chce by dłużej spotykał się z jego córką. Czwórka przyjaciół decyduje się na wyjazd z kraju w poszukiwaniu pracy. Pracują w małym niemieckim miasteczku, skąd po kilku latach powracają do Bułgarii. Okazuje się, że ich kraj w tym czasie bardzo się zmienił.
Rolę niemieckiego miasteczka odegrało w filmie Heilbad Heiligenstadt w Turyngii, gdzie realizowano zdjęcia. Premiera filmu odbyła się 28 stycznia 2011 na Międzynarodowym Festiwalu Filmowym w Santa Barbara.

## Obsada
- Jawor Bacharow jako Stasz
- Owanes Torosjan jako Gogo
- Iwajło Dragijew jako Angeł
- Georgi Stajkow jako Katiew
- Radina Kyrdżiłowa jako Beki
- Filip Awramow jako Zmijata
- Robert Janakijew jako sierżant Manołow
- Max Reimann jako właściciel baru
- Thomas Frahm jako sklepikarz
- Aleksandyr Sano jako B-Gum

## Nagrody i wyróżnienia
Film został wyróżniony dwiema nagrodami Złotej Róży na Festiwalu Filmowym w Warnie. Na Festiwalu Filmowym Woodstock 2011 Tilt otrzymał nagrodę Jamesa Lyonsa za montaż. Był także wyselekcjonowany jako bułgarski kandydat do nagrody Amerykańskiej Akademii Filmowej w kategorii najlepszego filmu nieanglojęzycznego, ale nie uzyskał nominacji.